# Iveta Radičová
Iveta Radičová (7 de diciembre de 1956) es una política eslovaca, que fue primera ministra de Eslovaquia.
Radičová nació en Bratislava (en ese entonces parte de la desaparecida Checoslovaquia y actualmente capital de Eslovaquia) el 7 de diciembre de 1956; ella estudió sociología en la Universidad Comenius de Bratislava y en la Universidad de Oxford (en el Reino Unido), graduándose en 1979. Entre 1979 y 1989 trabajó en el Instituto de Sociología de la Academia Eslovaca de Ciencias.
Entre 1990 y 1993 Radičová trabajó en el Departamento de Sociología de la Universidad Comenius. De 1993 a 1997 fue subdirectora de la Academia Istropolitana. Entre 1997 y el 2005 ella laboró en el Departamento de Ciencias Políticas de la Universidad Comenius; en el 2005 Radičová obtuvo un cargo de profesora titular de la cátedra de sociología en la misma Universidad Comenius y ese mismo año fue designada Directora de Sociología de la Academia Eslovaca de Ciencias.
Radičová es viuda; ella estuvo casada con el comediante Stano Radič fallecido en el 2005. Tiene una hija con la que vive. Entre 2006 y el 2009 ella vivió como pareja de hecho con el deportista paralímpico (se desplaza en silla de ruedas por su minusvalía) Ján Riapoš, algo que le valió críticas de algunos miembros del clero católico en un país católico conservador.       

## Carrera política
Entre 1990 y 1992 Radičová perteneció al movimiento político eslovaco Público Contra la Violencia, que había sido fundado el 19 de noviembre de 1989 y que jugó un papel importante en la Revolución de terciopelo, el movimiento popular democrático que obligó al régimen comunista de Checoslovaquia a convocar a elecciones libres y ceder el poder.
El 17 de octubre del 2005 Radičová fue nombrada ministra de Trabajo, Familia y Asuntos Sociales por el entonces primer ministro de Eslovaquia Mikuláš Dzurinda; ella permaneció en el cargo hasta el 4 de julio del 2006 cuando terminó el gobierno de Dzurinda. Desde 2006 es militante del partido Unión Demócrata y Cristiana Eslovaca-Partido Democrático (SDKÚ-DS por sus siglas en eslovaco) un partido conservador de centroderecha que nació el 21 de enero del 2006 de la fusión entre la Unión Cristiana y Democrática Eslovaca y el Partido Democrático.
En las elecciones parlamentarias del 17 de junio del 2006 Radičová fue elegida diputada de la Asamblea Nacional de la República Eslovaca, y al instalarse la Asamblea fue elegida Vicepresidenta de la misma en representación de su partido. También fue Vicepresidenta del Comité Parlamentario de Asuntos Sociales y Vivienda.
Radičová fue candidata a Presidente de la República Eslovaca (un cargo principalmente ceremonial o simbólico en el sistema de gobierno de República parlamentaria de Eslovaquia) por una alianza de su partido y otros cinco partidos más en las Elecciones presidenciales de Eslovaquia de 2009; pero fue derrotada en la segunda vuelta electoral celebrada el 4 de abril del 2009 por el entonces presidente Ivan Gašparovič. Gašparovič obtuvo 1.234.787 votos populares que equivalían al 55,53% del total de los votos en esa segunda vuelta y Radičová obtuvo 988.808 sufragios populares equivalentes al 44,47%.
El 21 de abril del 2009 durante una sesión parlamentaria Radičová cometió un fraude cuando votó como sí fuera otra diputada de su partido que no había podido llegar a tiempo a la votación; por este caso de suplantación, Radičová tuvo que renunciar a su cargo de diputada dos días después, el 23 de abril.

## Radičová primera ministra de Eslovaquia
El 3 de marzo del 2010 Radičová ganó en las elecciones primarias internas de su partido el primer lugar de la lista de candidatos a las siguientes elecciones parlamentarias eslovacas, derrotando a Ivan Mikloš, un experimentado dirigente del SDKÚ-DS. El primer lugar de la lista convirtió a Radičová en "líder electoral" de su partido (pero no presidenta del mismo) y candidata del SDKÚ-DS al cargo de primer ministro de Eslovaquia. Las elecciones primarias internas tuvieron que ser convocadas luego que el presidente del partido, Mikuláš Dzurinda, tuviera que renunciar a encabezar la lista y ser candidato a primer ministro debido a un escándalo de financiación irregular del partido.
Las elecciones parlamentarias se celebraron el 12 de junio del 2010; el partido Dirección-Socialdemocracia del entonces primer ministro y candidato a la reelección Robert Fico obtuvo el primer lugar en los resultados oficiales al obtener 880.111 votos populares que equivalían al 34,79% del total de los sufragios emitidos y ganar 62 diputados a la Asamblea Nacional de la República Eslovaca.
Sin embargo, a pesar de haber obtenido el primer lugar en las elecciones el entonces primer ministro Robert Fico y su partido se quedaron lejos de la mayoría absoluta de 76 diputados que necesitaba para reelegirse como primer ministro. 
En cambio los partidos opositores de centroderecha consiguieron el apoyo necesario para formar gobierno. El SDKÚ-DS de Radičová llegó en segundo lugar en las elecciones al obtener 390.042 votos populares equivalentes al 15,42% del total y ganar 28 diputados. El partido liberal de derecha Libertad y Solidaridad (SaS por sus siglas en eslovaco) quedó en tercer lugar al obtener 307.287 sufragios equivalentes al 12,14% y ganar 22 diputados. El democristiano de centroderecha Movimiento Democrático Cristiano (KDH por sus siglas en eslovaco) encabezado por Ján Figel' llegó cuarto obteniendo 215.755 votos equivalentes al 8,52% y 15 diputados. El partido Most–Híd que defiende a la minoría étnica húngara de Eslovaquia quedó quinto con 205.538 sufragios equivalentes al 8,12% y 14 diputados. Juntos estos cuatro partidos de la que para ese momento era la oposición de derecha suman 79 diputados, tres más de los necesarios para elegir al próximo primer ministro y formar gobierno.
En cambio los partidos nacionalistas eslovacos que habían estado aliados a la Dirección-Socialdemocracia en el gobierno de Fico se derrumbaron en los comicios y uno solo de ellos logró superar la barrera mínima de votos necesaria para entrar al Parlamento. Se trata del Partido Nacional Eslovaco que llegó de sexto lugar y obtuvo 128.490 votos equivalentes al 5,07% y 9 diputados; que sumados a los de Dirección-Socialdemocracia apenas llegan a 71 diputados.
Con estos resultados la única forma de que Robert Fico fuera reelegido primer ministro era que uno o varios de los partidos derechistas de oposición aceptara firmar un acuerdo con él para formar el próximo gobierno; pero los cuatro partidos dijeron desde el primer momento que no querían negociar con él y que juntos formarían un nuevo gobierno, encabezado por Radičová como primera ministra.
Aun así el presidente Ivan Gašparovič insistió en encargarle la formación del gobierno a Robert Fico, con el argumento de que el ganador de las elecciones tenía derecho a tener la primera opción para intentar formar gobierno; pero Fico, a pesar de su voluntad de intentarlo, fracasó ante la férrea determinación de los partidos de centroderecha de no negociar con él. Por lo que el 23 de junio Gašparovič, a pesar de su reticencia (el presidente no dudó en criticar en público a los partidos de derecha por su negativa a negociar con el gobierno saliente sobre algunos asuntos relacionados con la Unión Europea), tuvo que encargar la formación de gobierno a Radičová como virtual primera ministra electa.
El 8 de julio del 2010 Radičová fue nombrada formalmente primera ministra por el presidente Gašparovič y anunció que al día siguiente esperaba juramentar a los ministros de su gobierno y celebrar la primera reunión de Gabinete.
Efectivamente el 9 de julio el presidente Gašparovič juramentó a los ministros del gobierno de Radičová. Radičová se comprometió a abordar en sus primeros cien días de gobierno, entre otras cosas, reformas para hacer más transparentes las contrataciones de obras por el Estado y las ayudas a zonas del país afectadas por recientes inundaciones.
El 10 de agosto del 2010 la Asamblea Nacional de Eslovaquia le otorgó su aprobación al Programa de Gobierno presentado por el nuevo gobierno, dando así el necesario voto de confianza a Radičová y su gobierno; como estaba previsto votaron a favor los 79 diputados de los cuatro partidos de la coalición que apoya al gobierno de Radičová y votaron en contra los diputados de la oposición al nuevo gobierno. Durante el debate de la moción de confianza Radičová dijo que entre los pilares de la acción de su gobierno estaría el lograr unas finanzas públicas saneadas y sostenibles para evitar la escalada del endeudamiento público y quitar las barreras a la creación de empleo reduciendo las cargas sociales y flexibilizando las relaciones laborales.

## Caída del gobierno Radičová y convocatoria de elecciones adelantadas
El 13 de octubre de 2011 la Asamblea Nacional de Eslovaquia aprobó por 143 votos a favor y sólo 3 en contra adelantar las siguientes elecciones parlamentarias al 10 de marzo de 2012, lo que sería menos de dos años después de la celebración de las anteriores; la decisión se tomó luego que el gobierno de Radičová hubiera caído como consecuencia de que uno de los socios de la coalición de gobierno, el partido liberal SaS, se hubiera negado a votar en la Asamblea Nacional a favor de la ampliación del Fondo Europeo de Estabilidad Financiera en una votación celebrada el 11 de octubre. Radičová había solicitado un voto de confianza al gobierno en la aprobación de la ampliación del Fondo y por eso la abstención de su socio y la consiguiente falta de votos suficientes para aprobar la medida, trajo aparejado las mismas consecuencias de un voto de censura: la destitución de todo el gobierno con la primera ministra a la cabeza. Sin embargo Radičová y sus ministros se mantuvieron en funciones hasta la celebración de las nuevas elecciones. Luego del fracaso del voto de confianza, el gobierno de Radičová negoció con la oposición socialdemócrata para que votara a favor de la ampliación del Fondo en una segunda votación (en la primera se había abstenido) y esta aceptó a cambio del adelanto de las elecciones (que era su objetivo desde el principio). Radičová anunció que salirá de su partido y también de política después los elecciones.
Radičová fue nombrada también ministra de Defensa, después de expulsar el ministro previo por un escándalo de escuchas.
El 4 de abril de 2012 el predecesor de Radičová, Robert Fico, tomó posesión nuevamente del cargo de primer ministro luego de haber ganado las últimas elecciones parlamentarias; con lo que terminó el gobierno de Radičová.